# Histoire de la Légion étrangère
 (mars 2025).
- Si vous ne connaissez pas le sujet, laissez ce bandeau (vous pouvez alors contacter les auteurs).
- Si vous supprimez le contenu mis en cause (vous pouvez préalablement contacter les auteurs),

argumentez précisément cette suppression dans la page de discussion
(un manque de référence n'est pas un argument ; une recherche réelle de référence doit avoir été effectuée, être formellement documentée).
 (novembre 2024).
Si vous disposez d'ouvrages ou d'articles de référence ou si vous connaissez des sites web de qualité traitant du thème abordé ici, merci de compléter l'article en donnant les références utiles à sa vérifiabilité et en les liant à la section « Notes et références ».
Cet article traite de l'histoire de la Légion étrangère.

## Origines
La Légion étrangère est créée par ordonnance du 10 mars 1831 par le roi des Français Louis-Philippe, à l'instigation du maréchal Soult, ministre de la Guerre. Elle rassemble, à cette date, différents corps étrangers de l'Armée française, dont les gardes suisses (issus de la paix perpétuelle signée après la bataille de Marignan), le régiment suisse de la garde royale, et le régiment d'Hohenlohe issu du 2e régiment étranger des armées napoléoniennes. Cette troupe nouvelle est destinée à combattre hors du Royaume (en Algérie). À l'origine, la Légion étrangère ne peut combattre qu'en dehors du territoire continental du Royaume ; la Première Guerre mondiale sera la deuxième exception car à partir d'octobre 1870, la Légion est engagée contre les Prussiens.
La loi du 10 mars 1831 autorise la formation d'une légion d'étrangers en France, et de corps militaires composés d'indigènes et d'étrangers, hors du territoire continental : « Il pourra être formé dans l'intérieur du royaume une légion d'étrangers ; mais elle ne pourra être employée que hors du territoire continental du Royaume. Les généraux en chef, commandant les pays occupés par les armées françaises hors du territoire continental, pourront être autorisés à former des corps militaires composés d'indigènes et d'étrangers ». . Pour faciliter l'engagement des étrangers qui, ayant dû quitter précipitamment leur pays, n'ont pas de pièces d'état civil, le législateur autorise les engagements sur simple déclaration d'identité. Ainsi, la loi du 9 mars 1831 et son décret d'application du 10 mars, contenaient donc les deux principes essentiels qui fondent toujours la particularité de la Légion : le service à titre étranger et la possibilité de servir sous identité déclarée.
Les premiers cantonnements des dépôts de la Légion sont implantés à Langres, Bar-le-Duc, Agen et Auxerre. Les anciens des gardes suisses et du régiment d'Hohenlohe sont placés dans le 1er bataillon. Les 2e et 3e reçoivent les Suisses et les Allemands, le 4e est réservé aux Espagnols et Portugais, le 5e aux Sardes et Italiens, le 6e aux Belges et Hollandais et le 7e aux Polonais. La Légion constitue un moyen très efficace pour retirer les éléments les plus « indésirables » de la société française du XIXe siècle. Dans ses rangs, une population interlope où se sont trouvés parfois des meurtriers, des évadés, des mendiants, des criminels de droit commun, mais surtout des immigrés n'ayant que peu d'alternatives pour gagner leur vie en France.

## Conquête de l'Algérie (1830-1849) et Guerres carlistes (1835-1839)
Ces bataillons viennent rapidement compléter le dispositif et renforcer les troupes françaises de l'armée d'Afrique,,.
Le 29 juin 1835, la Légion étrangère est affectée au gouvernement espagnol afin d'aider Isabelle II pendant la Première guerre carliste.

## Nouvelle Légion
Le 16 décembre 1835, Louis Philippe décide la création d'une nouvelle Légion étrangère. Le but est de pallier le manque de troupes en Algérie. En 1840, la Légion se scinde en deux régiments.

## Second Empire

### Crimée (1854-1856)
Pendant la Guerre de Crimée, deux régiments étrangers sont débarqués sur la presqu’île de Gallipoli en juillet 1854. Ils forment la 2e Brigade de la 5e Division commandée par le général Carbuccia. Elle participe au siège de Sébastopol.

### Campagne d'Italie (1859)
Comme l'armée d'Afrique, la Légion participe à la campagne d'Italie. Les deux régiments étrangers, avec le 2e régiment de zouaves, font partie de la 2e brigade de la 2e division du corps de Mac Mahon. La Légion s'illustre notamment au cours de la bataille de Magenta le 4 juin 1859, et également le 24 juin 1859 contre les Autrichiens au cours de la bataille de Solférino. Les pertes sont sévères et l'on compte parmi les morts le colonel de Chabrière, chef de corps du 2e régiment étranger. En remerciement, la ville de Milan décernera en 1909 la médaille de la ville aux 1er et 2e régiment étranger.

### Expédition du Mexique (1863-1867)

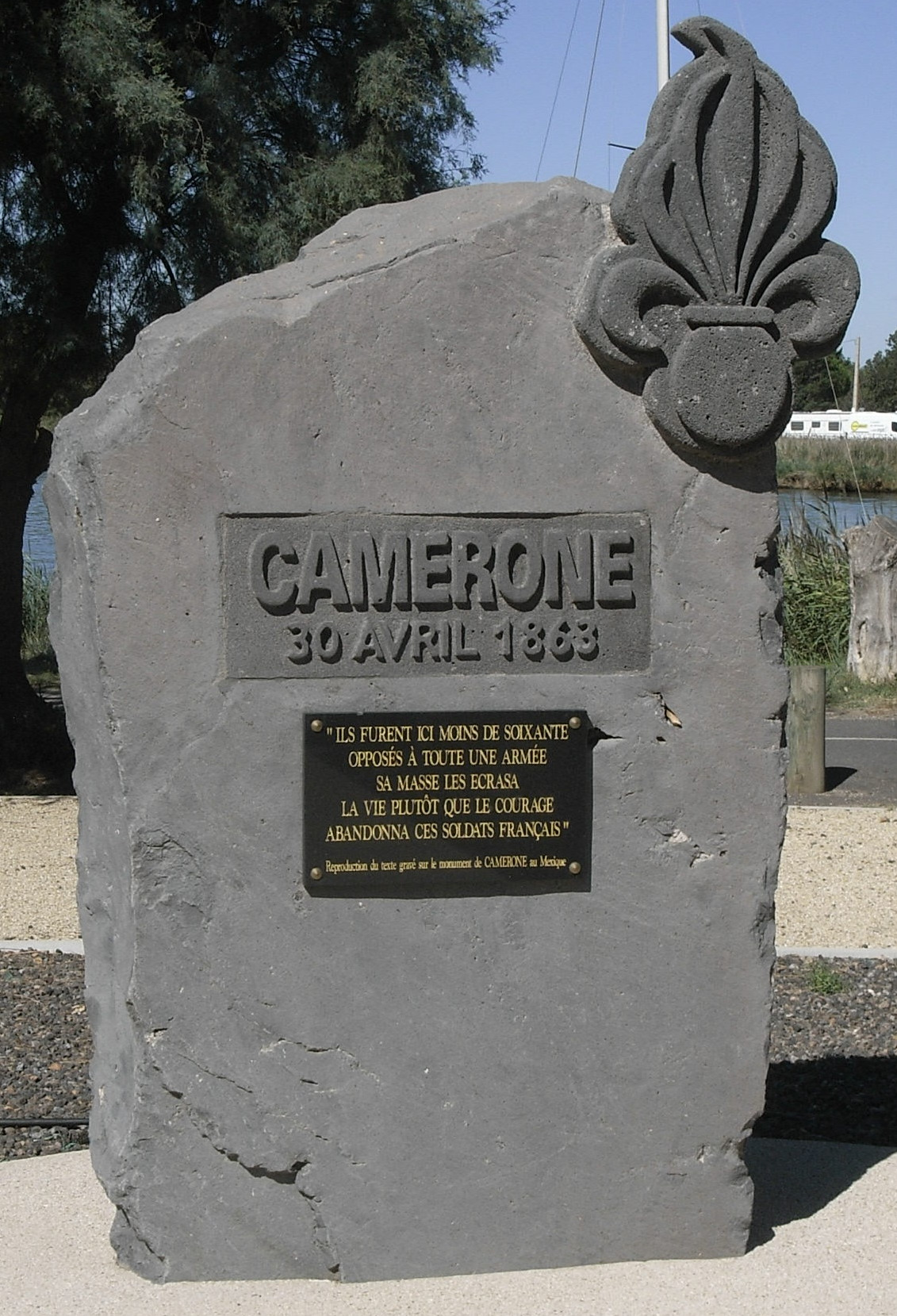
Monument aux morts à Agde (34), commémoratif de la bataille de Camerone (Mexique).

Initialement, la Légion ne devait pas participer à l'Expédition du Mexique. Mais une pétition de ses officiers adressée au ministre de la Guerre eut pour effet d'envoyer le régiment étranger au Mexique, quoique ces officiers fussent punis par la suite. Le régiment arrive le 25 mars 1863 et se voit alors confier la tâche ingrate d'escorter des convois entre Veracruz et Puebla. La 3e compagnie s'illustre le 30 avril 1863 au cours du combat de Camerone qui reste dans l'histoire de la Légion comme l'illustration du sacrifice suprême au nom de la parole donnée.
Le régiment, réorganisé en 4 bataillons en 1864 se déplace ensuite vers les Terres chaudes. Parallèlement, le dépôt du régiment quitte temporairement Sidi bel-Abbès pour Aubagne afin de faciliter le recrutement et l'envoi de renforts au Mexique. De décembre 1864 à février 1865, les unités du régiment participent au siège d'Oaxaca.
Le 3 juillet 1866, les 3e et 5e compagnies du 4e bataillon livrent un combat comparable à celui de Camerone. Sous les ordres du capitaine Frenet, les 125 légionnaires encerclés dans l'hacienda de l'Incarnacion résistent victorieusement durant 48 heures à plus de 600 Mexicains. Total des pertes dans l’expédition du Mexique : 22 officiers, 32 sous-officiers et 414 légionnaires. D'après l'accord passé avec l'empereur Maximilien, la Légion étrangère devait passer au service du Mexique. Avant que l'aventure française au Mexique ne tourne au désastre, la Légion rentre en France en février 1867.

### Guerre franco-allemande
Le 19 juillet 1870, la guerre franco-prussienne éclate entre la France et la Prusse. Cette guerre se déroule sur le sol de France, où la Légion ne devrait pas intervenir. Par ailleurs, on ne peut pas demander aux légionnaires allemands de se battre contre leur pays. Mais la situation est si critique que le gouvernement fait appel aux troupes d’Afrique.
Deux bataillons sont formés pour servir en métropole. Les légionnaires allemands, le drapeau du régiment et la musique restent, eux, à Sidi bel-Abbès. Pendant ce temps, un 5e bataillon est créé sur le sol national pour incorporer les étrangers qui veulent servir leur patrie d'adoption. Celui-ci se distingue particulièrement pour sa vaillance lors de la bataille d'Orléans le 10 octobre. Les bataillons arrivés d’Algérie se fondent avec les rescapés des combats d’Orléans, mais ils connaissent la défaite avec l’armée de l’Est. Les hommes de la Légion étrangère ont également contribué à la défense héroïque de Belfort. Ce qui reste de l'unité participe à la répression de la Commune de Paris en avril et mai 1871. Le 11 juin, le régiment étranger de marche formé pour la circonstance cesse d'exister. Ses éléments reprennent le chemin de l’Algérie.

## Conquêtes coloniales
La Légion participe aux conquêtes coloniales, en Indochine, au Dahomey, au Soudan, à Madagascar et dans le Grand Sud Oranais,.

### Tonkin (1883-1885)

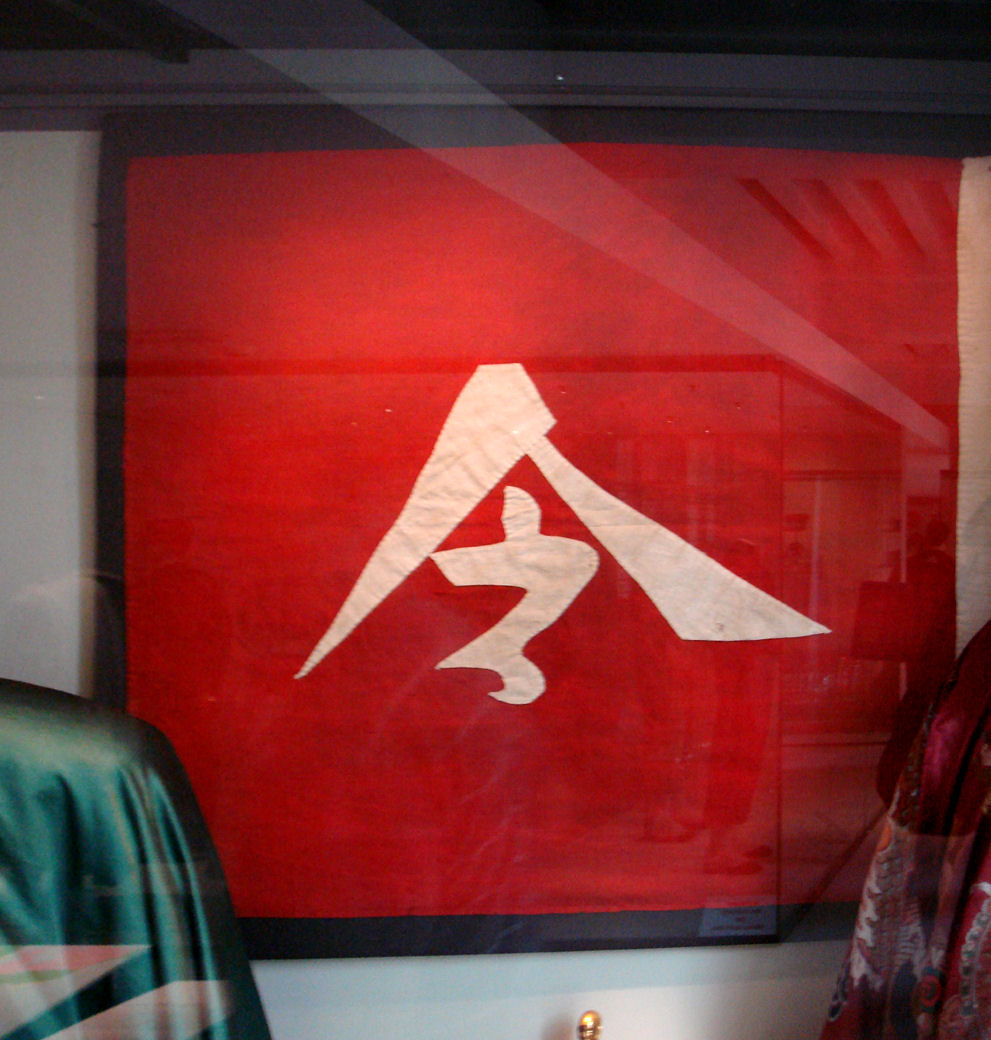
Bannière des Pavillons noirs, capturée par l'armée française à Hoa Moc (2 mars 1885) et exposée au Musée de l'Armée (Paris).

Le 18 novembre 1883, les 600 premiers légionnaires débarquent au Tonkin. Ils participent aux colonnes de l’amiral Courbet qui lutte contre les Pavillons noirs. Le 16 décembre, les légionnaires accomplissent leur premier fait d'armes en terre asiatique en prenant la citadelle de Son Tay. Renforcés par le 2e bataillon à partir de février 1884, les légionnaires s'emparent de la forteresse de Bac Ninh.
Du 26 janvier au 3 mars 1885, la citadelle de Tuyen Quang, défendue par une majorité de légionnaires sous les ordres du commandant Dominé est assiégée. Le 1er janvier 1885, les 3e et 4e bataillons du 1er régiment étranger arrivent au Tonkin et sont intégrés au 2e Étranger. Le 3e bataillon tient une place particulière lors de la prise de Lang Son le 4 février. Le 4e bataillon du 2e Étranger, débarqué à Formose en janvier 1885 combat les Chinois sur place jusqu'à l'armistice franco-chinois du 21 juin 1885. Il rejoint ensuite son corps au Tonkin. Après la conquête, vient la phase de pacification qui, comme en Algérie est une lutte permanente contre les bandes armées.

### Dahomey (1892-1894)
En 1892, le roi Béhanzin menace le comptoir de Porto Novo et la France décide d'intervenir. Un bataillon étranger de marche est constitué à partir de deux compagnies du 1er Étranger et de deux autres du 2e Étranger. Il est placé administrativement sous le commandement de ce dernier. Le commandant Faurax en prend la tête. De Cotonou, les légionnaires doivent s'emparer d’Abomey, la capitale du mutin. Deux mois et demi sont nécessaires pour atteindre la cité au prix de combats répétés contre les soldats, et surtout les amazones du roi. Celui-ci capitule et il est capturé par les légionnaires en janvier 1894.

### Soudan français et Niger (1892-1894)

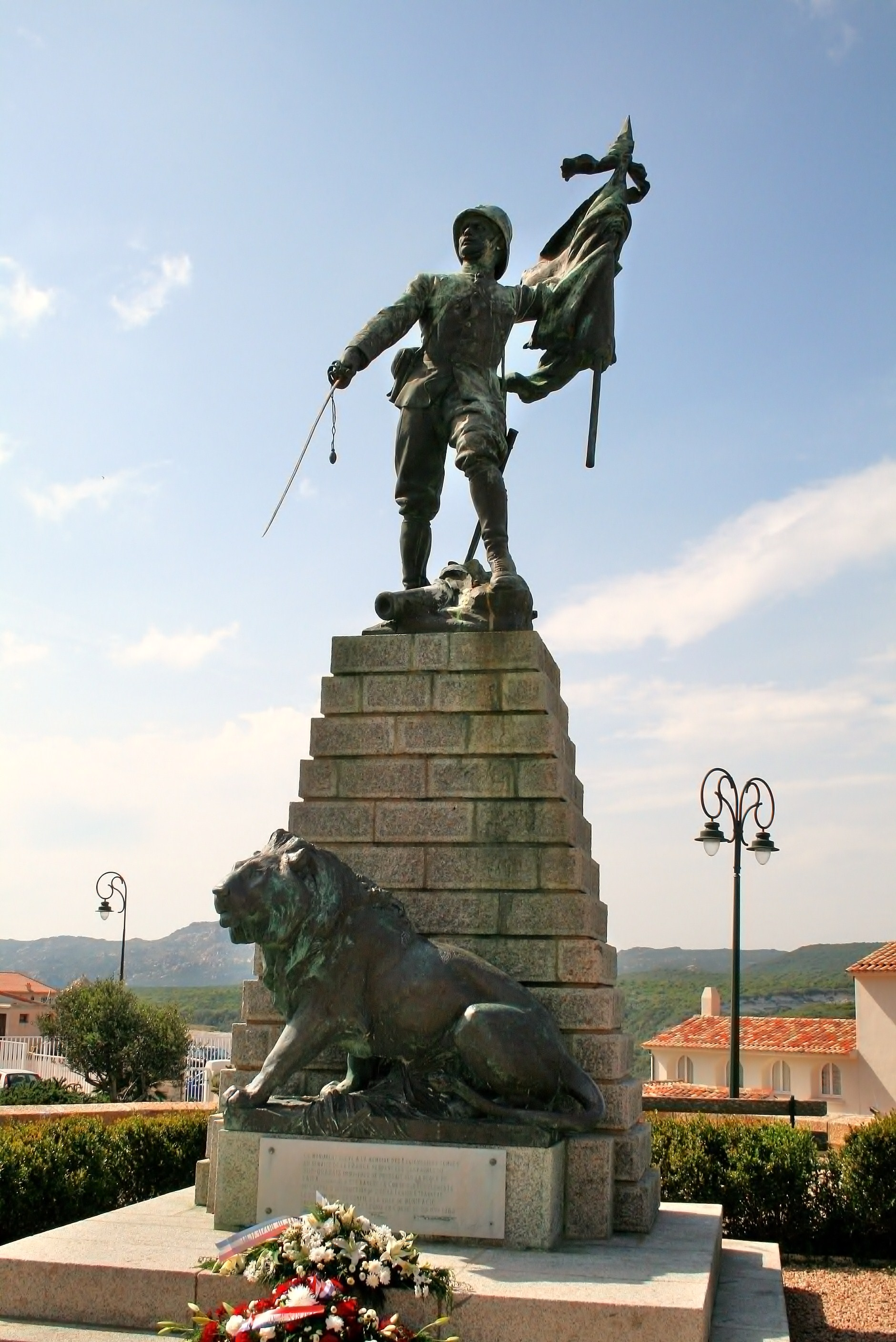
Bonifacio, monument élevé à la mémoire des légionnaires tombés au service de la France - Campagnes du Sud-oranais (1897-1902).

Une compagnie de marche est formée par le 2e Étranger et transportée à Kayes afin de soumettre les sultans Ahmadou et Samory Touré. Une fois sa mission accomplie avec succès, la compagnie est dissoute à son retour à Saïda le 24 juin 1893.
Un bataillon de marche constitué de deux compagnies des deux régiments étrangers est créé au début de l'année 1894 pour pacifier le Niger. La victoire des légionnaires à la forteresse d'Ouilla et les patrouilles de police dans la région accélèrent la soumission des tribus. Mais 51 légionnaires doivent y être hospitalisés en raison de maladies tropicales notamment la dysenterie.

### Madagascar (1895-1905)
En 1895, un bataillon de marche, formé par les 1er et 2e Étrangers est envoyé à Madagascar afin de participer au corps expéditionnaire qui a pour mission de réduire l'insurrection de résistance à l'occupation et à la colonisation française. Le bataillon étranger forme alors le fer de lance de la colonne lancée sur Tananarive. Mais si les combats sont de faible intensité, ils laissent 226 de leurs morts sur la Grande Île, dont à peine un dixième pour faits de guerre. Les autres, comme une grande partie du corps expéditionnaire, meurent des conditions climatiques et des maladies tropicales. Le bataillon rentre en Algérie en décembre 1895. Mais dès 1896, le général Gallieni, appelé à réduire une deuxième insurrection malgache, demande à partir avec 600 légionnaires afin de pouvoir « mourir convenablement » le cas échéant. Un nouveau bataillon de marche est donc formé pour cette expédition. Des renforts suivent car les opérations de « pacification » durent jusqu'en 1905. Là encore, l'ennemi le plus redoutable est la fièvre.

## Reprise du recrutement allemand
Le recrutement allemand reprend au début des années 1890. Il alimente les critiques des milieux nationalistes et pangermanistes qui lancent des campagnes de presse hostiles à l’égard de la politique militaire de la France et de l’emploi de la Légion en particulier.

## Première Guerre mondiale
Lors de l'entrée en guerre de la France est lancé l'appel de Canudo pour inciter les étrangers présents en métropole ou dans les colonies, à rejoidre les rangs de la Légion. Au total, ce sont plus de 30 000 volontaires de 50 nationalités s'engagent. Ils forment les 5 régiments de marche, où servent en majorité des Russes, des Italiens, des Suisses, des Belges et des Britanniques. Le régiment des Italiens est appelé aussi la Légion garibaldienne[réf. nécessaire].

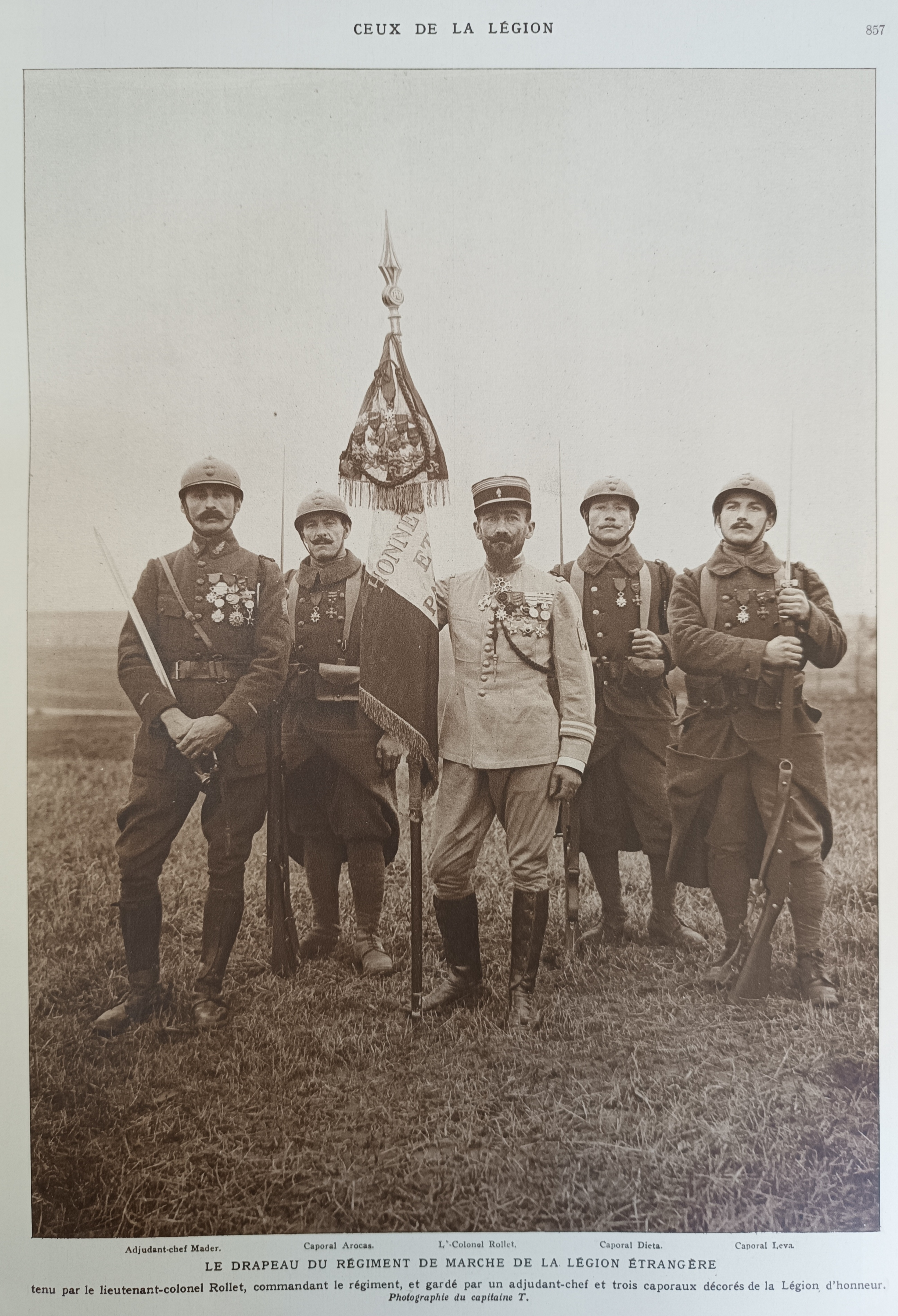
Drapeau du RMLE en 1917 tenu par le lieutenant colonel Rollet. A gauche l'adjudant-chef Max Mader (1880-1947), « héros légendaire » du RMLE.

À la suite des nombreuses pertes subies par ces unités et au retour de la plupart de ces premiers engagés dans leurs pays d'origine, le commandement décide, le 11 novembre 1915, la création du RMLE : régiment de marche de la Légion étrangère ; sur le front français, celui-ci est engagé en Artois, dans la Somme et à Verdun. Avec le RICM, le RMLE, commandé à partir de 1917 par le lieutenant-colonel Rollet, sera, avec neuf citations à l'ordre de l'armée, le régiment le plus décoré de France.
La Légion fournit en outre un bataillon qui, avec deux autres bataillons de zouaves et de tirailleurs algériens, constitue le RMA, régiment de marche d'Afrique, qui combat à Gallipoli (1915) et rejoindra l'armée d'Orient sur le front de Salonique (1916-1918). C'est lors de ce conflit que l'adjudant-chef Léon, seul gradé rescapé, prendra le commandement de sa compagnie, puis à Salonique il sera contraint de commander le bataillon avec le grade de sous-lieutenant. Au total, plus de 6 000 légionnaires trouvent la mort sur les champs de bataille de France ou des Balkans. À titre d'exemple, le RMLE perd à lui seul 115 officiers tués, dont 2 colonels, 12 commandants et 21 capitaines.

## Entre-deux-guerres

### Légionnaires allemands (1919-1939)
La Légion sort énormément affaiblie et désorganisée de la Grande Guerre en voyant ses effectifs considérablement abaissés. Afin d'y remédier l'état-major des armées suggère d'intégrer des éléments étrangers dans la Légion et le 18 avril 1919 une nouvelle loi abroge celle du 5 août 1915, qui permet à des étrangers de pouvoir s'engager pour une durée de 5 ans. Rapidement, le recrutement Outre-Rhin se généralise massivement avec plus de 2000 engagements en juillet 1919. Cela s'explique par le fait que les soldats allemands démobilisés n'ont pas d'autres perspectives d'avenir dans la république de Weimar entre crise économique et crise politique grave.
Dans le même temps, les autorités allemandes, d'abord réticentes pour des raisons diplomatiques, autorisent finalement la critique à l'égard de la Légion et plus particulièrement du recrutement d'Allemands dans ses rangs. À partir de 1928, la presse libre mettra tout en œuvre pour concevoir la controverse à son sujet et créer une multiplication d'attaques qui visent à discréditer les institutions internationales, dont le Traité de Versailles. En plus d'orchestrer des campagnes de diffamation à l'égard de la Légion, le gouvernement allemand rend l'accès à celle-ci plus compliqué pour les Allemands. Ces derniers sont d'abord empêchés physiquement de se rendre dans la Ruhr, afin de s'inscrire aux bureaux de recrutement français. Cette tactique fonctionnera dans un premier temps, mais par la suite se révèlera être un échec. Berlin décide alors de prendre des mesures visant à faire prendre conscience du danger à s'engager dans la Légion. Ainsi, les Allemands ayant servi dans ce corps durant le précédent conflit mondial se voient poursuivis pour haute trahison.
Les anciens légionnaires font l’objet de tourments administratifs de la part des services de police, mais aussi de la société qui se montre cruelle envers les futurs postulants à la Légion. Les anciens légionnaires se voient notamment refuser leurs pensions de guerre. De son côté, les autorités françaises tentent de riposter en diffusant à travers les consultas basés en Allemagne, des prospectus faisant l'éloge de la Légion. On y présente également les bienfaits avec une qualité de vie supérieure, estimée sur base de la solde ainsi que d'autres bénéfices financiers, de permissions, de loisirs, d'habillements, d'une bonne alimentation et du confort du casernement. Toutes ces mesures portent leurs fruits puisqu'elles fournissent à la Légion les ressortissants dont elle a besoin.
De 1920 à 1923, la venue de jeunes Allemands est vécue dans les unités comme une invasion en représentant presque 49 % des recrues. Cette arrivée massive est d’autant plus fortement ressentie que les autres contingents sont numériquement nombreux mais faiblement représentés par individus. Entre 1924 et 1927, l’évolution du recrutement au centre de Metz montre que l’affluence des Allemands dans la Légion continue à augmenter bien que, par la suite, le nombre sera moins important sans pour autant diminuer. En 1929, le contingent allemand, bien que largement plus nombreux, ne représente que 40 % des engagements totaux dont le gain n’est que de trois cent quatre-vingts hommes. Par ailleurs, en 1931 et 1932, le nombre d'admission d'Allemands ne sera que de 23 et 25 %.
Lorsque les nazis prennent le pouvoir en 1933, de nouvelles mesures sont prises pour lutter contre l’enrôlement d'Allemands à la Légion. On propose une série de mesures comme la perte de la nationalité pour les légionnaires allemands et l’interdiction d’échanger de la correspondance entre les parents des légionnaires et ces derniers. À partir de 1935, date à laquelle le réarmement allemand débute, on décide de ne plus parler ni de mentionner la Légion. Cette politique d'indifférence prend fin en 1937, lorsque la presse recommence sa campagne contre la Légion, en arguant les arguments que les Allemands qui partent servir sous les drapeaux français ne servent pas la nation mais des intérêts étrangers. Finalement, le Troisième Reich déclare les légionnaires comme des ennemis de l'État, qui sont mis au ban de la société en trois temps. Le premier temps remonte au rétablissement du service militaire, tandis que l’article 140 de la loi du 28 juin 1935 transforme le légionnaire en hors-la-loi puisqu’il doit nécessairement quitter sans autorisation le territoire du Reich. Cette prétendue infraction « est punie d’une peine […] cette peine entraîne, en outre, la perte de l’aptitude à exercer une fonction publique pour une durée de une à cinq années […] la tentative est passible de sanctions ». Le second temps se déroule juste après l’Anschluss, en avril 1938, à propos de l'allégeance des légionnaires allemands au régime nazi et non à la France. Enfin, la perte de la nationalité, acté le 22 février 1939 par le ministre de l’Intérieur du Reich, constitue le troisième temps qui conduit invariablement au bannissement à vie des légionnaires allemands.
Les réactions françaises se font immédiatement sentir notamment en 1938, lorsque le Ministère de l’Intérieur prend des dispositions pour que les Allemands en situation irrégulière et désirant s’engager à la Légion ne soient pas refoulés. Munis d’un sauf-conduit, ils sont conduits sur le poste de gendarmerie le plus proche. On compte aussi la création de plusieurs organisations d’entraide envers les nouveaux et les anciens légionnaires allemands avec l'obtention d'une aide matérielle qui facilite l’accomplissement des formalités multiples et complexes que nécessite leur retour à la vie civile. Ceci renforce par ailleurs, l'idée qu'on ne cesse pas d'être légionnaire en quittant l'uniforme, mais qu'on le reste jusqu'à la mort.

### Maroc (1903-1956)
La Légion au Maroc est présente de 1907 à 1956. La Légion étrangère fait partie intégrante du paysage marocain où elle est présente sans interruption. Son œuvre est immense et son empreinte est encore visible aujourd’hui. C’est le 7 août 1907 que débarque le premier corps expéditionnaire à Casablanca avec dans ses rangs le 6/1er REI. Les premiers combats sont livrés autour de la ville. Bientôt, deux bataillons du 2e Étranger arrivent en renfort. Pendant ce temps au Maroc oriental, la " pacification ", commencée depuis 1907, continue dans la région d’Oudjda. En 1908, c’est dans la région du Tafilalet que la Légion intervient. La 24e compagnie montée du 1er Étranger enlève à la baïonnette le piton de Menabha aux harkas nettement supérieures en nombre. Boudnib est pris à son tour. Le poste qui y est construit deviendra par la suite le centre de rayonnement des compagnies montées. En 1908, le blockhaus principal du poste, tenu par 60 légionnaires, résiste sans tomber aux attaques de quelques milliers de guerriers de Moulay-Lhassen. L’année 1909 est relativement calme sur le front occidental et oriental du Maroc. Cette période est mise à profit pour construire et occuper les postes.
En 1911, au Maroc occidental, un bataillon du 2e Étranger et sa compagnie montée font route sur Fès. La compagnie montée ne livre pas moins de 17 combats au cours desquels va s’illustrer le capitaine Rollet. Fez est finalement occupé et un traité reconnaît le protectorat français au Maroc. À cette nouvelle, les tribus se soulèvent et prêchent la guerre sainte. Les opérations militaires aboutissent finalement, au début de l’année 1914, à la jonction du Maroc oriental et du Maroc occidental. Taza est pacifiée. En août 1914, lorsque la guerre éclate en Europe, les effectifs de la Légion au Maroc sont dangereusement réduits. Les maigres troupes restantes doivent affronter une résistance de plus en plus active et motivée. Si l’histoire ne retient que les faits d’armes sur le front français, ceux du Maroc sont pourtant nombreux et meurtriers.

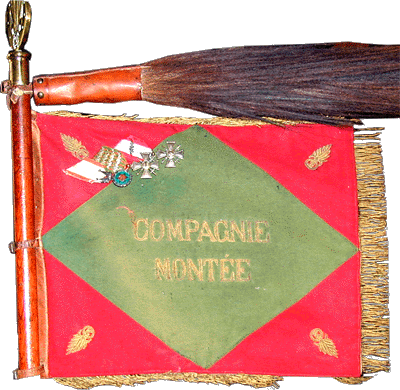
Insigne de la compagnie montée du 2°REI.

C’est ainsi que la 2e compagnie montée du 2e Étranger se distingue et obtient la croix de guerre avec 4 palmes. Le prestigieux régiment de marche de la Légion étrangère de la Grande Guerre, qui a rejoint le Maroc, devient le 3e REI, par un décret de juillet 1920. De son côté, le 2e REI, entièrement renouvelé, reprend sa place au combat dans la région de Meknès. Le 4e REI achève sa constitution en 1922. C’est l’âge d’or des compagnies montées qui sillonnent pendant des années les régions des confins et du Maroc. Enfin, de nombreux engagés russes et des ressortissants d’Europe centrale permettent la création du 1er régiment étranger de cavalerie en 1920. Deux de ses escadrons sont envoyés au Maroc. Les légionnaires participent grandement aux travaux de construction de routes ainsi que des lignes de postes et de bases qui ont pour but de protéger ce qu’on appelle à l’époque le « Maroc utile », barrière orientée face au Rif et au Moyen-Atlas.
Le percement du tunnel de Foum Zabel, en 1927-1928, par la compagnie des pionniers du 3e REI, reste le plus spectaculaire des grands travaux réalisés par la Légion au Maroc. Des opérations militaires visant à réduire une zone de résistance particulièrement active dans la tache de Taza sont entreprises. Les difficultés rencontrées dès le début nécessitent de nouveaux renforts et des bataillons formant corps, issus du 1er REI, sont dirigés sur le Maroc. En 1925, au nord du Maroc et en liaison avec les Espagnols, la guerre du Rif menée contre Abd el-Krim débute. La résistance marocaine s’enflamme dans le Sud. Pour mettre un terme aux incursions répétées des bandes insoumises, tant au sud du Maroc qu’au sud de l’Algérie, un commandement unique est créé. Le Tafilalet et la région des confins deviennent des zones de rudes combats comme Ksar es Souk, ou Ouarzazate. Les opérations du Grand-Atlas et du djebel Saghro contre les « Chleuhs » sont les dernières grandes étapes sanglantes de la conquête ; particulièrement les combats du Bou-Gafer en 1933. Cette fin de " pacification " voit, petit à petit, la motorisation des légendaires compagnies montées. Les véhicules automobiles remplacent désormais les brêles ; dans le bled, c’est toute une époque qui disparaît. Au cours de la conquête du Maroc, la Légion étrangère aura payé un lourd tribut. De 1907 à 1935, 83 officiers, 219 sous-officiers et 1 867 légionnaires sont morts au combat.

### Syrie (1921-1939)

Mandat français sur la Syrie et le Liban (1920-1943).

Avant la 1re Guerre mondiale, la Syrie est un vaste carrefour entre l’Orient et l’Occident, qui se compose en plus de l’actuelle Syrie, du Liban, de la Palestine et de la Transjordanie. Mosaïque de petits peuples, elle subit la férule des Turcs. À l’issue de la Grande Guerre, la Syrie est un agrégat de peuples hostiles, en heurt perpétuel d’aspirations nationales et de convictions religieuses opposées et exaspérées. L’anarchie chronique passe à l’état aigu. Les accords Sykes-Picot répartissent les territoires occupés par les Turcs. Le 25 avril 1920, la Société des Nations attribue à la France le protectorat sur la Syrie actuelle et le Liban. La Palestine et la Transjordanie passent sous protectorat britannique.
Les premières difficultés que la France rencontre dans l’exercice de son mandat viennent de l’extérieur. Les Turcs dépossédés de ces régions dont ils étaient les maîtres avant-guerre réagissent vigoureusement. Une paix précaire est maintenue malgré les pressions des Italiens, des Américains et les agissements de différents éléments arabisants. Les difficultés aplanies par le traité d’Ankara, le calme revient dans la Syrie et les troupes françaises peuvent entreprendre leur œuvre de reconstruction, bornant les opérations militaires à la surveillance et à la répression du brigandage.

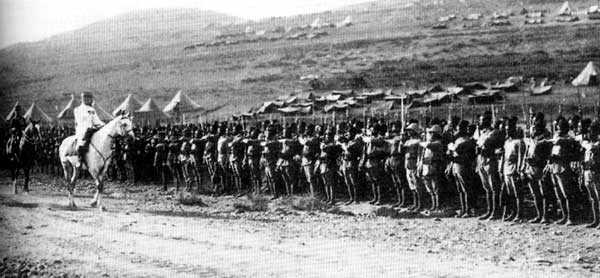
La Bataille de Khan Mayssaloun est livrée, le 24 juillet 1920 en Syrie.

Dès 1921, la Légion envoie successivement deux bataillons en Syrie, le 4e bataillon du 4e régiment étranger d'infanterie, en mars, le 5e du 4e REI en août. Elle est employée de diverses façons. Pendant la période de calme, elle met en œuvre ses qualités de création, bâtissant des camps, traçant des pistes tout en ramenant au calme les tribus turbulentes. Dès son arrivée, le 4e bataillon fait partie de la colonne Migniot et exécute quelques opérations de détail aux environs de Lattaquié. Il effectue les liaisons avec les colonnes du général Goubeau et du colonel Clément Grancourt. Le 12 mai, il entre dans la composition de la colonne du général Niéger, dite colonne des Alaouites. Le 23, il occupe le village de Ghender après un coup de main exécuté avec succès sur le village rebelle de Veineh-Reihane. Au mois de juin, le bataillon effectue plusieurs opérations, tournées de police, ravitaillements, travaux divers. Le 13 juillet, la colonne des Alaouites est dissoute. La période des opérations actives est terminée dans la région et de fait le bataillon est employé jusqu’en décembre 1922 à des travaux de construction de pistes.
Le général Billotte, quittant l’État des Alaouites, demande et obtient d’emmener avec lui le bataillon de Légion dans la nouvelle région placée sous son commandement. À Deir ez-Zor, siège du commandement des confins de l’Euphrate, les légionnaires organisent et aménagent le camp, créent la route qui, par Rakka, rejoint Alep et fournissent entre-temps des détachements de reconnaissance. En novembre 1924, le bataillon quitte le Levant et rejoint l’Algérie où il devient le 7/1er RE. Le 5e bataillon, formé en avril 1921, n’est dirigé sur la Syrie qu’au mois d’août de la même année. Il débarque le 3 septembre à Alexandrette et entre dans la composition d’un groupement devant opérer dans la vallée de l’Oronte le 1er octobre. Le mois se passe en colonne. En février 1922, il quitte la région de l’Oronte pour se rendre sur l’Euphrate. Il s’installe à Meskene, tandis que la 17e compagnie devenue compagnie montée pousse jusqu’à Deir ez-Zor. Après avoir organisé le poste de Meskene, le bataillon se porte à Rakka qu’il aménage. Une compagnie détachée sur la rive droite de l’Euphrate assure les corvées de ravitaillement et la traversée du fleuve aux différents détachements. La 17e compagnie montée, à la disposition du colonel commandant la région de Deir ez-Zor, prend part à l’installation du poste d’Assetché et à diverses opérations de reconnaissances, de tournées de police et de poursuites des rezzous vers la frontière turque.

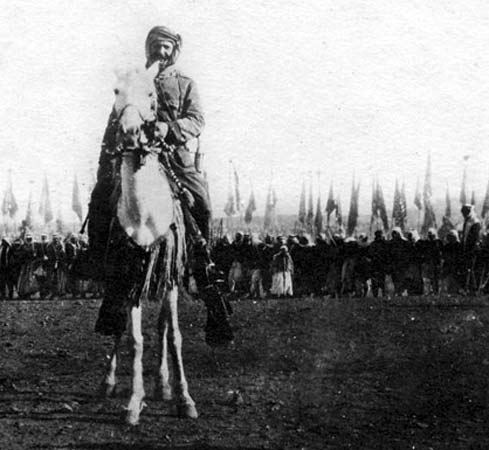
Le Sultan el-Atrache lors d'une cérémonie des rebelles à Hauran, le 14 août 1925. Bataille de Messifre du 17 septembre 1925.

En novembre 1924, le bataillon, à l'exception d'une compagnie maintenue à Rakka, relève à Deir ez-Zor, le 4e bataillon rapatrié. Quand la crise éclate, les unités de Légion, bataillons et escadrons se retrouvent dans leur véritable élément. Les troupes sont commandées par le général Gamelin. Les batailles de Messifre, Rachaya et de Soueïda, comptent parmi les exploits de la Légion. La révolte druze surprend le pays en pleine période de réorganisation. Des renforts sont demandés à la métropole. La Légion, dont tous les bataillons disponibles opèrent au Maroc, ne peut fournir qu’une compagnie de marche. La 29e compagnie débarque le 31 août à Beyrouth. Le 1er sept., elle rejoint le 5e bataillon à Khirbet Ghazaleh. Sous les ordres du commandant Kratzert, le bataillon renforcé par la 29e compagnie se signale dès le début des opérations au combat de Messifré. Après cette brillante affaire qui lui vaut une citation à l’ordre de l’Armée, le bataillon se porte avec le groupe mobile sur Tell-i-Hadid, qu’il atteint après un léger combat, le 23 septembre. Le lendemain, il est à Soueïda et entre le 27 à Ghazalé. Le bataillon fait à nouveau colonne dans le djebel Druze et se distingue particulièrement le 7 octobre au combat de Ressas, qui lui coûte 55 tués et blessés dont 3 officiers. Après avoir installé un poste à Basra avec le groupe mobile, du colonel Andrea, le bataillon est rappelé d’urgence à Ghazalé. Il y arrive le 21 octobre et embarque en chemin de fer pour Damas, où des événements graves viennent de se produire. La révolte gronde dans Damas dont les rues sont barricadées. Les bandes rebelles tiennent la campagne aux alentours. Du 22 octobre au 2 novembre, le 5e bataillon participe aux opérations de la colonne du colonel Massiet. Il rentre à Damas le 3 novembre. Au mois de décembre, le bataillon, à l’exception de la 29e compagnie maintenue à Kumeïtra, entre dans la composition du groupement Martin, destiné à opérer dans le Grand Liban. Il se distingue à nouveau le 2, au combat de Messadi (Hermon), malgré une vive résistance ennemie. Le lendemain, il est à nouveau engagé à Medjel el-Chems (Grand Liban, versant sud de l’Hermon). Le mois de décembre se passe ensuite en colonnes et opérations diverses ainsi qu’en travaux de défense dans la région de Damas.
En 1925, les événements qui se produisent au Maroc ont leur répercussion en Syrie où les mécontentements plus ou moins justifiés sont exaspérés par les intrigues étrangères et encouragés par le succès d’Abd el-Krim. Au mois d’août, la révolte éclate brusquement dans le djebel Druze, surprenant les troupes dont les effectifs sont réduits en raison de la tranquillité qui règne jusqu’alors. La révolte gagne tout le pays et il faut deux ans de dures opérations pour en venir à bout. Les opérations de 1925 permettent de rétablir la situation, mais la résistance n’en subsiste pas moins. Le bataillon de Légion est appelé en 1926 à opérer au cœur même du djebel. L’objectif fixé au groupe mobile est la citadelle de Soueïda dont les abords sont défendus par des forces d'autochtones considérables. Les Druzes combatifs se replient petit à petit, subissant de fortes pertes et ne parvenant pas, malgré tous leurs efforts à enrayer la progression du bataillon qui atteint ses objectifs et s’y établit solidement. Lors de la prise de Soueïda, 13 citations à l’ordre de l’Armée, 10 à l’ordre du corps d’armée, 19 à l’ordre de la division, 52 à l’ordre de la brigade et 16 à l’ordre du régiment sont gagnées par les légionnaires.
Employé aux travaux de reconstruction de la citadelle de Soueïda, le bataillon se trouve encore dans cette place, lorsque le 1er juillet, il devient 8e bataillon du 1er Étranger. La 32e compagnie est désignée peu après pour faire partie d’un bataillon de marche allant participer aux opérations de la vallée de l’Ouadi-Lièna au nord du djebel Druze. Renforcée par des éléments prélevés sur les autres unités du 8e bataillon, elle quitte Soueïda avec le bataillon de marche le 8 août 1926. Après une série d’opérations dans l’est du djebel Druze, le bataillon de marche est dissous le 17 septembre et la 32e compagnie rejoint le 21 septembre. Le 8e|bataillon du 1er Étranger est toujours occupé aux travaux de la citadelle de Soueïda. Le 23 décembre 1926, le bataillon est cruellement éprouvé par la mort du lieutenant Sicre, de la 31e compagnie. Cet officier commande un escadron druze de nouvelle formation. Au cours du combat de Keissa, son escadron décimé, il avait presque seul et déjà grièvement blessé, tenu tête, revolver au poing, à la troupe des résistants. Atteint à nouveau d’une balle à la gorge, il est tombé vivant entre les mains de ses agresseurs. Encore mal remis de ses blessures, il réussit à s’évader grâce à des prodiges d’énergie et mettant à profit un orage d’une violence inouïe. Recueilli par une patrouille, à bout de forces, il ne survit que quelques jours aux fatigues et aux souffrances surhumaines endurées pendant sa captivité.
Les travaux de reconstruction et de défense de la citadelle étant pratiquement achevés, le 8e bataillon se prépare à quitter Soueïda en vue des opérations de conquête du plateau de Leja, région volcanique au nord-ouest du djebel Druze. Le 30 mars 1927, le bataillon rejoint la colonne après plusieurs étapes pénibles. Le lendemain, les troupes franchissent l’Ouadi-Liena, traversent le village de Lahète et pénètrent dans le Leja en direction de l’Ouest. Dès la sortie du village, le combat s’engage, appuyé par l’artillerie et les mitrailleuses qui aident au débouché. La progression s’opère sur un terrain rocheux et bouleversé, coupé de failles de deux à cinq mètres de profondeur, franchissables par la troupe, mais impraticables aux animaux. Les résistants débordés par les colonnes se replient vers l’Ouest et le Nord-Est. Après quelques opérations de guerre, la colonne dont fait partie la Légion est dissoute et le bataillon est dirigé sur Deir ez-Zor. En 1928, le 8/1er étranger est stationné à Baalbek où il effectue des travaux importants et de nombreuses sorties et reconnaissances. À signaler en particulier la 30e compagnie qui, par une marche extrêmement pénible de 135 km en six étapes, démontre qu’il est désormais possible de circuler dans la chaîne du Liban. Au cours de 1929, les unités du bataillon prennent part à deux reprises aux opérations contre les Dendaches, contribuant pour une large part à la soumission de cette tribu.

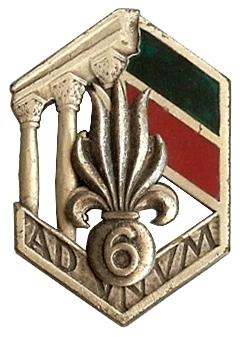
Insigne du 6e REI.

Au printemps de l’année 1930, le bataillon participe à la construction de la route Lattaquié - Antioche et effectue de nombreux travaux dans la région des sources de Casse, près d’El-Mouaf. Le 4/4e REI, devenu 8/1er REI, reçoit à son tour la fourragère des TOE. Les quatre bataillons : 4/1er REI, 1/1er REI - 2/2e REI - 6/1er REI, composant le groupement de Légion au Levant vont former le 1er octobre 1939 à Homs, le 6e régiment étranger d'infanterie (dissous définitivement en 1955), aux ordres du lieutenant-colonel Barre. Le « 6 » va rapidement devenir le régiment du Levant. Le 8/1er Étranger est désormais regroupé à Homs, à l’exception de la 29e compagnie montée détachée à Palmyre.

## Seconde Guerre mondiale
En 1939, la Légion a recruté 1517 volontaires qui se sont déclarés de nationalité allemande et autrichienne. Plusieurs volontaires nazis sont infiltrés dans la Légion pour la subvertir.
La déclaration de guerre du 3 septembre 1939 provoque un changement sensible au sein des effectifs légionnaires. Ainsi, les Espagnols, en grande majorité des rescapés républicains de la guerre civile, représentent jusqu'à 28 % du total ; les opposants politiques européens, réfugiés ou expulsés de leur pays d'origine (Italiens, Allemands et Autrichiens) atteignent près de 17 %.
Cette vague de nouveaux engagés permet de porter le nombre de légionnaires à 48 924 inscrits sur les rôles au 9 mai 1940. Ce chiffre ne sera jamais dépassé, pas même lors de la guerre d'Indochine. L'afflux des volontaires entraîne la création de nouvelles unités :
- la 13e DBLE (demi-brigade de Légion étrangère), participe à l'expédition de Norvège et débarque à Narvik. Puis elle se scinde en deux et une moitié rejoint le Maroc et la seconde devient l'une des toutes premières unités constituées à rejoindre les FFL en Grande-Bretagne. Fin juin 1940, à Trentham Park, plus de trois cents Espagnols refusent de retourner au Maroc par crainte d’être livrés à Franco[17]. Cette unité participe aux campagnes de Dakar, du Gabon, d'Érythrée, de Syrie, de Bir Hakeim, d'El Alamein, puis le débarquement en Italie ;
- le 6e REI fidèle au gouvernement de l'État français, qui participe à la campagne de Syrie ;
- les 11e et 12e REI, qui participent à la Campagne de France en mai-juin 1940 ;
- le 97e groupe de reconnaissance de division d'infanterie (97e GRDI) qui est engagé en mai-juin 40 ;
- trois régiments de marche de volontaires étrangers, (les 21e, 22e et 23e RMVE), sont par ailleurs mis sur pied au camp pyrénéen de Barcarès. Les personnels de ces unités éphémères rejoignent le RMLE après avoir été décimés sur le front de France.
- le 1er régiment étranger d'infanterie de marche (REIM) qui participe en 1943 à la campagne de Tunisie.

Entre 1944 et 1945, le RMLE, le 1er REC et la 13e DBLE participent aux campagnes d'Italie, de France et d'Allemagne.

## Décolonisation

### Guerre d’Indochine (1946-1954)
Au total, de 1946 à 1954, ce ne sont pas moins de 72 833 légionnaires qui servent en Indochine, avec une majorité impressionnante d'Allemands, des soldats de la Wehrmacht et de la SS, enrôlés dès fin 1945 dans les camps de prisonniers en France (au taux de mortalité effarant). Avec plus de 10 000 morts, la Légion enregistre le taux le plus élevé en pertes humaines : près de 12 % pour les képis blancs contre moins de 7 % pour l'ensemble du corps expéditionnaire français d'Extrême-Orient. Le total des pertes est de 10 283 « tués au combat » dont : 309 officiers, 1 082 sous-officiers, et 9 092 légionnaires. La Légion participe à la bataille de Điện Biên Phủ.

### Guerre d'Algérie (1954-1962)
Sortie meurtrie du conflit indochinois, la Légion étrangère, après un passage à vide, panse ses blessures, rajeunit, améliore son recrutement et renforce sa cohésion en allongeant la durée de l’instruction. Les efforts du commandement portent leurs fruits, mais entre décembre 1960 et la révolte des généraux, une crise la frappe de plein fouet, mettant en jeu son maintien au sein de l’Armée.
Pour s'être rallié au putsch des généraux d'avril 1961, le 1er REP est dissous le 30 avril 1961 à Zeralda. Son commandant par intérim, Hélie Denoix de Saint Marc, est condamné à 10 ans de détention criminelle. Il sera gracié par le général de Gaulle le 25 décembre 1966. Participation considérée comme une erreur monumentale pour la Légion, cet acte de mutinerie contre le chef suprême de la France, restera une trahison pour le général De Gaulle. A noter cependant que la majorité des régiments étrangers sont restés fidèles au pouvoir en place.
L'indépendance de l'Algérie en 1962 est un traumatisme pour la Légion car elle la contraint à quitter Sidi bel-Abbès, l'un de ses centres de commandement, fondé en 1842. En partant, elle brûle le pavillon chinois qui, pris en 1884 à Tuyen Quang, ne devait pas quitter Sidi bel-Abbès, emporte la main de bois du capitaine Danjou, les reliques du Musée du Souvenir et exhume les cercueils du général Rollet (Père de la Légion), du prince Aage de Danemark et, symboliquement, du légionnaire Heinz Zimmermann, dernier tué d'Algérie, qui seront transférés à Puyloubier, près de Marseille.

## Après 1962

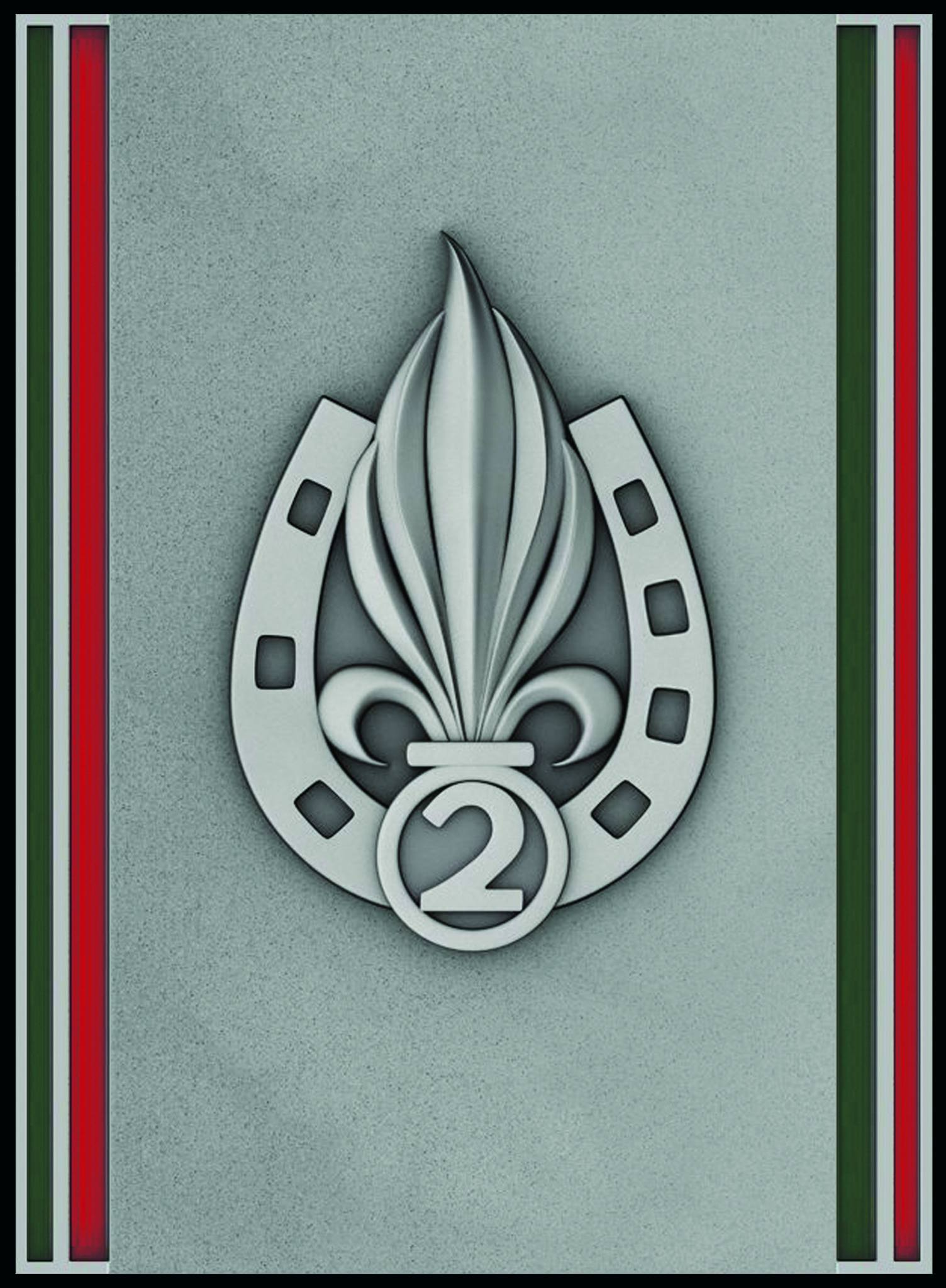
Insigne du 2e régiment étranger d'infanterie.

Après 1962, la Légion étrangère voit son effectif se réduire de 40 000 à 8 000 hommes, et le déplacement du siège du commandement à Aubagne. Entre 1969 et 1971, elle intervient au Tchad. Le général de Gaulle souhaite la dissolution de la Légion étrangère, mais son ministre de la Défense Pierre Messmer, président d'honneur d'une association d'anciens légionnaires, et ancien de la 13e DBLE l'en dissuade.
Entre 1969 et 1977, environ 400 légionnaires ont été internés et torturés dans un camp situé dans les montagnes du Centre Corse, la section d’épreuve de la Légion étrangère (SELE). Au moins une vingtaine de légionnaires y aurait trouvé la mort par suicide ou des suites des violences subies par les gardiens. De nombreux anciens détenus sont sortis de ce véritable bagne avec de graves séquelles physiques et psychologiques. Des anciens disciplinaires demandent aujourd'hui la reconnaissance de ces faits.
En 1976, réduction de la prise d'otages à Loyada (TFAI). En 1978, Sauvetage de Kolwezi au Zaïre.
En 1978, le 2e REI ainsi que le 1er REC interviennent en force au Tchad, au cours de l'Opération Tacaud.
Durant la première guerre du Liban au début des années 1980, le 2e régiment étranger de parachutistes est chargé d'exfiltrer Yasser Arafat, pris dans une souricière à Beyrouth. Cette opération est lancée après que Paris eut arraché un accord à Israël afin de préserver la pérennité politique de l'OLP.
Le 2e REI interviendra massivement à Beyrouth durant les Opérations Diodon, en 1983.
En 1991, guerre du Golfe au sein de la division Daguet et évacuation de ressortissants français et étrangers au Rwanda, au Gabon et au Zaïre. En 1992, la Légion étrangère intervient au Cambodge et en Somalie. En 1993, elle intervient à Sarajevo (ex-Yougoslavie), en 1995 au Rwanda, en 1996 en Centrafrique, et en 1997] au Congo-Brazzaville.
Depuis 2001, elle participe à la Force internationale d'assistance et de sécurité ainsi qu'à l'opération Liberté immuable (Enduring Freedom) en Afghanistan. Entre 2002 et 2003, opération Licorne en Côte d’Ivoire. En 2008, EUFOR Tchad/RCA à la frontière est du Tchad. Entre 2008 et 2012, la Légion étrangère participe à l'opération PAMIR aux opérations en Afghanistan (OMLT, GTIA Dragon du 2e REI et Altor du 2e REP, escadrons du 1°REC et compagnies génie des 1er REG et 2e REG). En 2013, le 1er régiment étranger de cavalerie et le 2e régiment étranger de parachutistes participent à l'Opération Serval au Mali.

## XXIesiècle

### Participation de la Légion

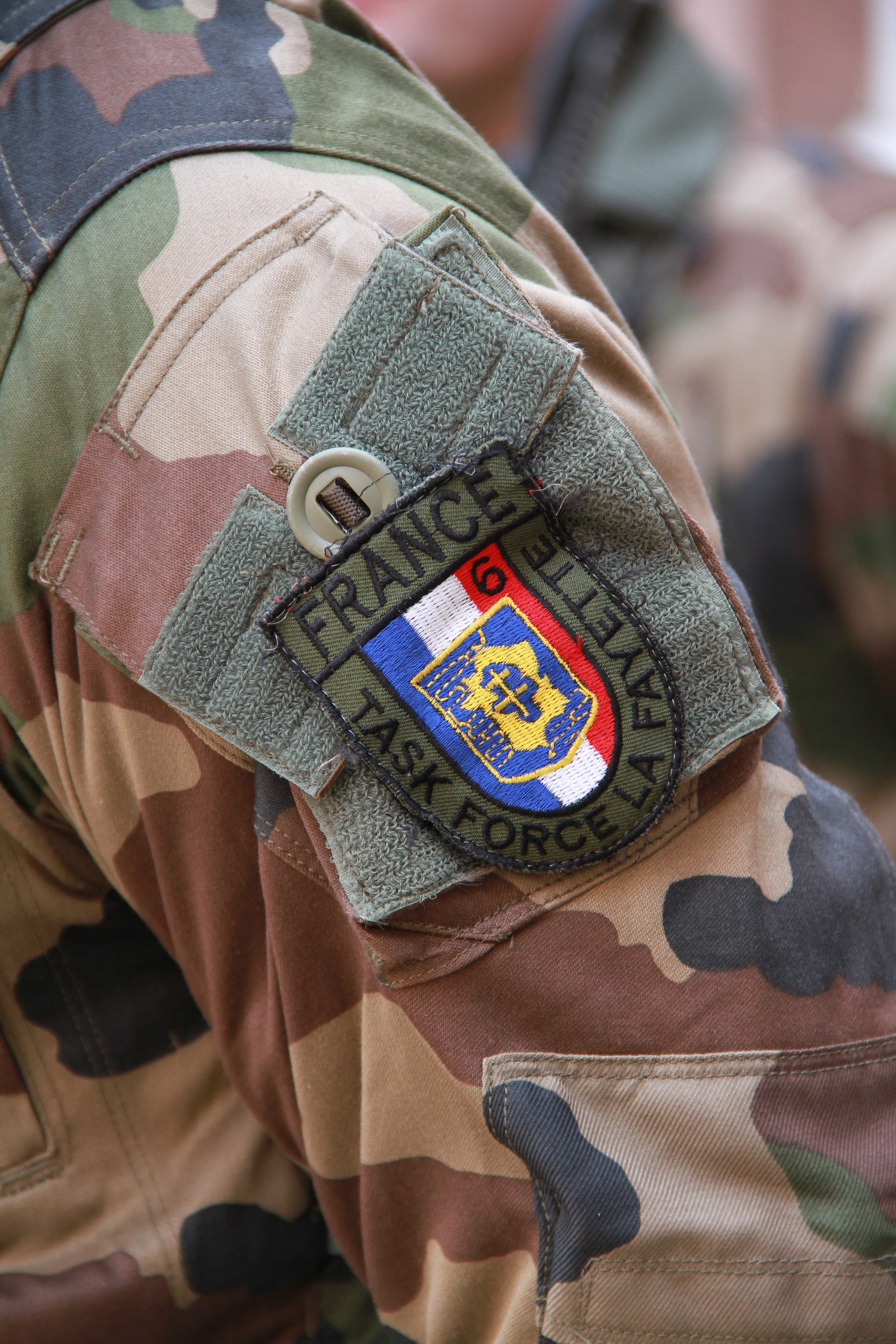
Insigne de la Task Force Lafayette.

Mandats successifs dans la période 2001-2010, des différentes unités, chargées de mener pour la Force internationale d'assistance et de sécurité (FIAS/ISAF), par mandat du Conseil de sécurité des Nations unies, sous le commandement de l’OTAN, des patrouilles de sécurisation dans les provinces de Kaboul / Surobi (district) / Kâpîssâ :

#### OpérationPamir
Unités :
- Pamir 1 - 1er régiment étranger de génie (EOD)[28], du 2 janvier au 14 avril 2002, Mazâr-e Charîf, Col. Jean-Marc Marill.
- Pamir 2 - 2e régiment étranger de génie, du 14 avril au 5 septembre 2002, Kaboul, Col. Thierry Corbet.
- Pamir 8 - 2e régiment étranger de génie, du 17 mai au 25 août 2004, Kaboul, Col. Jérôme Lockhart.
- Pamir 10 - 2e régiment étranger d'infanterie et 1er régiment étranger de génie, du 2 février au 6 juin 2005, Kaboul, Col. Hubert de Reviers de Mauny.
- Pamir 17 - 2e régiment étranger de génie, du 18 septembre 2007 au 24 janvier 2008, Kaboul, Col. Jean-François Morin.
- Pamir 20 - Task Force « Tiger » et Brigade La Fayette (2009) - 2e régiment étranger de génie, du 7 décembre 2008 au 15 juin 2009, Kaboul / Surobi (district) / Kâpîssâ, Col. Nicolas Le Nen.
- Pamir 22 - Task Force « Dragon » - 2e régiment étranger d'infanterie et 1er régiment étranger de génie, du 3 juillet 2009 au 13 janvier 2010, Kaboul / Surobi (district) / Kâpîssâ, Col. Benoît Durieux[29].

### Guerre au Mali (2013-2022)
La guerre du Mali est un conflit armé qui a lieu au Mali depuis 2012, à la suite d'une insurrection de groupes Salafistes djihadistes et indépendantistes pro-Azawad.

#### Opération Serval

Carte de l'extension maximale (courant janvier 2013) des territoires contrôlés par les rebelles touaregs et les islamistes (contour rose).

L'opération Serval est une opération militaire menée au Mali par l'Armée française. Lancée en janvier 2013 et menée dans le cadre de l'intervention militaire au Mali, elle s'est achevée en juillet 2014. Les forces engagées dans le pays ont depuis intégré un dispositif régional, intitulé opération Barkhane.

##### Forces terrestres de la Légion
- 2e régiment étranger de parachutistes (2e CIE, 3e CIE, 1 Section de la 1re CIE, 1 SAC (section) de la CEA[30]).
- 1er régiment étranger de génie.

La Bataille du Tigharghâr, aussi appelée bataille de la vallée de l'Ametettaï ou bataille de l'Adrar des Ifoghas, où le 2e régiment étranger de parachutistes participe, a lieu du 18 février au 31 mars 2013.

##### Bilan humain[31]
- 19 février 2013 : sergent-chef Harold Vormezeele, 33 ans, légionnaire du 2e régiment étranger de parachutistes de Calvi, est tué lors d'un accrochage dans le massif de l'Adrar des Ifoghas, à une cinquantaine de kilomètres au sud de Tessalit (nord-est).
- 7 mai 2014 : sergent Marcel Kalafut, 25 ans, du 2e régiment étranger de parachutistes de Calvi, est tué en opération peu avant minuit lors d'une mission de sécurisation des portes du massif du Tigharghar (Nord-Est). Son véhicule a sauté sur un engin explosif à une vingtaine de kilomètres à l'est de Tessalit.
- 14 juillet 2014 : adjudant-chef Dejvid Nikolic, 45 ans, né en Serbie et naturalisé français, un sous-officier aguerri qui appartenait au 1er régiment étranger du génie de Laudun-l'Ardoise (Gard), est tué dans la région d'al-Moustarat (nord) pendant une opération de reconnaissance.

#### Opération Barkhane
L'opération Barkhane est une opération menée au Sahel par l'Armée française, qui vise à lutter contre les groupes armés djihadistes salafistes dans toute la région du Sahel. Lancée le 1er août 2014, elle prend la suite des opérations Serval et Épervier.

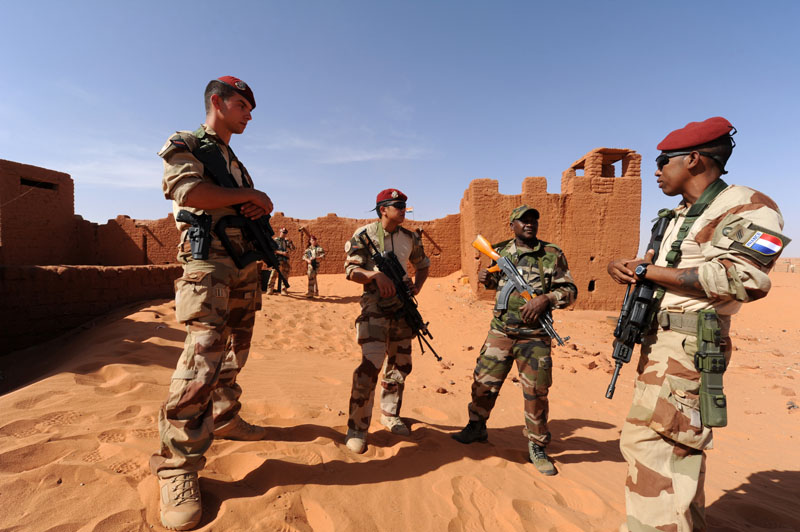
Militaires français et nigériens au Fort de Madama, le 12 novembre 2014.

Le poste de commandement interarmées de théâtre est basé à N'Djaména, au Tchad. L'opération mobilise près de « 3 000 militaires en tout ».

##### Batailles
- Attaque de Tchibarakaten.
- Combat de l'Ametettaï (2014).
- Combat de Tabankort (2014).
- Combat d'Abeïbara (2015).

##### Bases principales
- N'Djaména (Tchad), base de l'état-major et des forces aériennes[33].
- Niamey (Niger), base d'un pôle de renseignement.
- Gao (Mali), base d'un GTIA de 1 000 soldats[34].
- Ouagadougou (Burkina Faso), base des forces spéciales du COS.

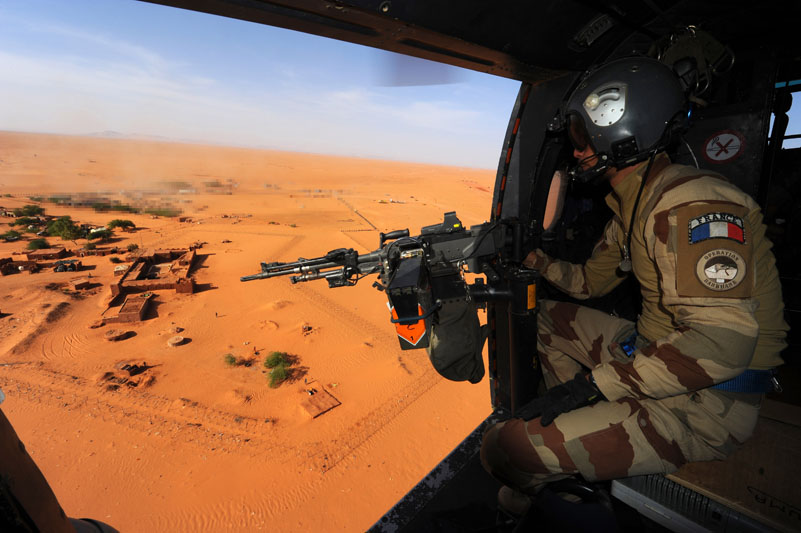
Un mitrailleur de l’ALAT avec le badge de l'opération Barkhane, survolant le Fort de Madama.

##### Bases opérationnelles avancées
En plus des bases principales, trois bases avancées temporaires sont également installées. Chacune accueille des petites unités de 30 à 50 hommes susceptibles de pouvoir accueillir une opération.
- Tessalit (Mali).
- Fort de Madama (Niger).
- Faya-Largeau (Tchad).

##### Pertes françaises
L'opération Barkhane a coûté la vie (au 29 juillet 2016) à 5 soldats français.